# CRUX
CRUX är en svensk lättviktig linuxdistribution optimerad för i686-processorer och anpassad för avancerade linuxanvändare. CRUX har ett simpelt .tar.gz-baserat paketsystem och ett BSD-liknande init-script.